# Oskar C. Posa
Oskar Carl Posa, född 16 januari 1873 i Wien, död där 13 mars 1951, var en österrikisk tonsättare.
Posa var verksam i födelsestaden och vann ett namn som sångkompositör (lieder med piano eller orkester). I övrigt skrev han en del kammarmusik och pianostycken.